# Birpara
Birpara är en ort i Indien.   Den ligger i distriktet Jalpāiguri och delstaten Västbengalen, i den nordöstra delen av landet, 1 200 km öster om huvudstaden New Delhi. Birpara ligger 110 meter över havet och antalet invånare är 30 000.
Terrängen runt Birpara är platt, och sluttar söderut. Runt Birpara är det tätbefolkat, med 819 invånare per kvadratkilometer. Närmaste större samhälle är Goyerkāta, 11,9 km väster om Birpara. I omgivningarna runt Birpara växer huvudsakligen savannskog.